# Venfort
VENFORT ABOGADOS, formalmente conocido como VENFORT by Aldana Abogados, es una firma internacional con más de veinte años de trayectoria especializada en derecho penal económico, derecho penal internacional y derecho corporativo. Fundada por el Dr. Alan Aldana, la firma tiene presencia institucional en España y Venezuela, con sedes en Madrid y Caracas, desde donde coordina su actuación transnacional en asuntos complejos de alta sensibilidad jurídica.
Su equipo ha representado a clientes ante la Corte Penal Internacional, y ha intervenido en procesos de cooperación judicial internacional, extradiciones activas y pasivas, y procedimientos de eliminación de notificaciones rojas de INTERPOL, consolidándose como un referente en estas materias tanto en el ámbito iberoamericano como europeo.

## Historia
VENFORT fue fundada en el año 2005 por el Dr. Alan Aldana, iniciando sus operaciones bajo la denominación “Alan Aldana & Abogados”. Con el paso de los años, el despacho consolidó su presencia en Latinoamérica y expandió sus actividades hacia Europa. En diciembre de 2023 adoptó oficialmente el nombre VENFORT Abogados.

### Áreas de experiencia
VENFORT cuenta con amplia experiencia en la gestión de asuntos jurídicos complejos y sensibles. Ha intervenido en acciones preventivas y procedimientos para la eliminación de notificaciones rojas de INTERPOL, especialmente en casos de alto perfil internacional. Su equipo ha liderado defensas ante la Corte Penal Internacional, así como representaciones estratégicas en procesos de extradición tanto en España como en Venezuela.
Asimismo, el despacho ha asesorado en materias relacionadas con el régimen de sanciones de la Oficina de Control de Activos Extranjeros (OFAC) de los Estados Unidos, y ha representado a clientes en disputas internacionales de herencia con implicaciones legales entre España y Venezuela.

## Servicios
VENFORT ofrece servicios legales altamente especializados a clientes de alto perfil, tanto a nivel nacional como internacional. Su equipo de Derecho Penal Económico se ocupa de la defensa y la dirección de procedimientos complejos relacionados con delitos de cuello blanco, incluyendo fraude fiscal, delitos bancarios y blanqueo de capitales.
En el ámbito del Derecho Penal Internacional, el despacho representa a sus clientes en investigaciones y procedimientos transnacionales ante tribunales internacionales, como la Corte Penal Internacional. VENFORT es reconocido como una firma de referencia en procesos de extradición y representación ante INTERPOL, ofreciendo estrategias jurídicas integrales en escenarios de alta sensibilidad legal y reputacional.
VENFORT Abogados cuenta con oficinas en Madrid (España) y Caracas (Venezuela), y mantiene alianzas estratégicas con despachos asociados en diversas jurisdicciones, incluyendo Angola, Dubái, Mozambique, Reino Unido, Francia, Panamá, Portugal, Andorra, Estados Unidos, Colombia, República Dominicana, Bélgica y Singapur. Esta red internacional refuerza su capacidad para ofrecer servicios jurídicos eficaces en contextos transnacionales, y consolida su posicionamiento como firma con alcance global y enfoque especializado.

### Derecho de sociedades y sucesiones internacionales
En el ámbito del Derecho de Sociedades, la sede de VENFORT en Venezuela ofrece asesoramiento integral en la constitución de empresas, fusiones y adquisiciones, revisiones de due diligence y en la negociación y redacción de contratos mercantiles. Por su parte, el equipo especializado en Sucesiones Transfronterizas, centrado especialmente en asuntos entre España y Venezuela, asesora en la planificación hereditaria, la resolución de disputas sucesorias y la gestión de herencias con componentes multinacionales. Este equipo cuenta con experiencia en procesos de negociación complejos y promueve soluciones jurídicas estructuradas bajo enfoques de ganancia mutua, facilitando acuerdos equitativos y sostenibles para todas las partes involucradas.